# ویلیام باتسون
ویلیام باتسون (به انگلیسی: William Bateson) (زاده ۸ اوت ۱۸۶۱ – درگذشته ۸ فوریه ۱۹۲۶) زیست‌شناس انگلیسی و اولین کسی بود که از کلمه ژنتیک برای توصیف مطالعه علم وراثت استفاده کرد؛ و با کشف دوباره ایده‌های گرگور مندل در سال ۱۹۰۰ توسط هوگو دی فریس و کارل کرن مهم‌ترین کسی بود که موجب شناخته شدن و محبوبیت آن ایده‌ها شد. کتاب ۱۸۹۴ او «موادی برای مطالعه گوناگونی» یکی از اولین فرمولاسیون‌های رویکرد جدید به ژنتیک بود.